# بیبونا
بیبونا (به ایتالیایی: Bibbona) یک کومونه در ایتالیا است که در استان لیورنو واقع شده‌است.

## خصوصیات
بیبونا ۶۵٫۶ کیلومترمربع مساحت و ۳٬۲۱۱ نفر جمعیت دارد و ۸۰ متر بالاتر از سطح دریا واقع شده‌است.